# Szkopszko

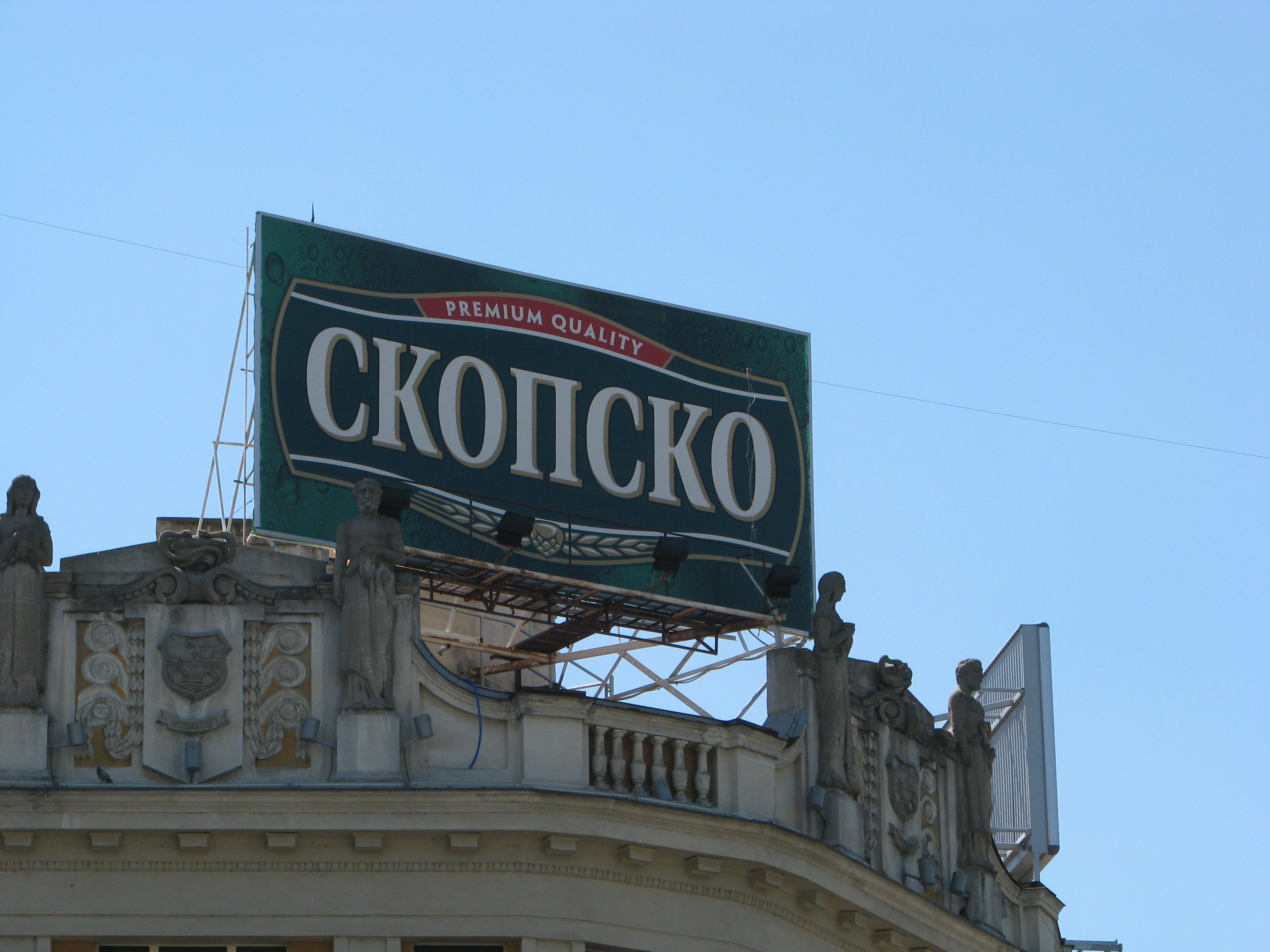
Szkopszko Macedóniában

A Szkopszko (más nyelveken gyakran Skopsko, macedónul: Скопско) a legnagyobb számban eladott sör Észak-Macedóniában. Észak-Macedónia piacának 64% -át birtokolja. Ez volt az első kereskedelmi sör, az ország legismertebb és legkelendőbb sörmárkája.

## Története
A szkopjei sörfőzdét 1922-ben alapították, és 1924-ben kezdte meg működését. 1998-ban a görög Coca-Cola Bottling Company és a Heineken vásárolta meg. A Szkopszkót Világos Sör néven mutatták be, és 10%-osként. A második világháború előtt a sör nevét Szkopjei export sörre (Скопљанско Експортно Пиво) változtatták, megnövelt 12% -os tartalommal. Az 1990-es évek elejére a Szkopszko nevet a címke közepére helyezték.
- 1991 – Szkopszko márkanevet kapott.
- 1996 – a Szkopjei Sörgyár felkerült a címkére.
- 1999 – új címke.
- 2004 – új címke.
- 2005 – új csomagolás.
- 2014 decemberében – megkezdődött a barna sör gyártása.

## Összetevők
A sör alapvető összetevői a víz, egy keményítőforrás, például a malátázott árpa, amely képes átalakulni cukorrá, majd erjedni (alkohollá és szén-dioxiddá alakulni). A sör aranysárga színű és fehér habja van. A jellegzetes keserű ízt a komló adja.